# بارك سنغ-هي
بارك سنغ-هي (هانغل: 박상희) هو لاعب كرة قدم كوري جنوبي في مركز الوسط، ولد في 2 ديسمبر 1987 في كوريا الجنوبية. لعب مع نادي سونغنام.

## وصلات خارجية
- بارك سنغ-هي على موقع دوري كوريا الجنوبية (الإنجليزية)
- بارك سنغ-هي على موقع قاعدة بيانات كرة القدم.إي يو (الإنجليزية)